# هاري ألين (لاعب هوكي الجليد)
هاري ألين هو لاعب هوكي الجليد كندي، ولد في 23 يناير 1923 في إدمونتون في كندا، وتوفي في 2 أغسطس 1990.